# Erich Schredl
Erich Schredl (* 1965 in Ingolstadt) ist ein deutscher katholischer Priester, Musiker und Buchautor.
Erich Schredl absolvierte in Eichstätt und Wien sein Theologiestudium und wurde 1991 in Eichstätt zum Priester geweiht. Nach Kaplansjahren in Deining und Nürnberg-Reichelsdorf wurde er 1994 Pfarrer in Walting. Von 1995 bis 2001 war Schredl Diözesankurat der Deutschen Pfadfinderschaft St. Georg (DPSG). Von 2000 bis 2011 war er Pfarrer in Spalt, Großweingarten und Theilenberg. Mit Wirkung zum 1. September 2011 wechselte Erich Schredl in die Ingolstädter Pfarrei St. Augustin. Daneben ist er sowohl literarisch wie auch als Musiker tätig. So schrieb er neben verschiedenen theologischen Sachbüchern und Kinderbüchern den Text zu dem weihnachtlichen Rockoratorium Im Anfang, das 2005 in Ingolstadt uraufgeführt wurde. Außerdem war Schredl Mitglied der 2012 aufgelösten Pfarrerband OSB. Seit Februar 2019 ist er auch Pfarrer in St. Canisius.

## Werke
- Als die Liebe Hand und Fuß bekam, 1997
- Den Vorhang zerreißen, 1997
- Der große Advent zum neuen Jahrtausend mit Maria Hauk-Rakos
- Früh- und Spätschichten. Andachten in der Fasten- und Osterzeit
- Maari. Der Prinz der Kinder, 1998 (Geschichte vom Maskottchen der Kinder-Krebshilfe)
- Rorate-Gottesdienste. Lichtfeiern im Advent, mit Maria Hauk-Rakos, 2006
- Wir Minis, 2000, 2005
- Kreuzweg-Andachten, 2009
- Großes Werkbuch Krippenspiele (Hg), 2015